# Banding (Bringin)
Banding is een bestuurslaag in het regentschap Semarang van de provincie Midden-Java, Indonesië. Banding telt 2814 inwoners (volkstelling 2010).